# Tioéter

Estructura general de los tioéteres

Un tioéter es un compuesto químico organosulfurado de estructura similar al de los éteres, pero en la que se ha sustituido el átomo de oxígeno por uno de azufre. También reciben el nombre de sulfuros orgánicos, pues estructuralmente equivalen a sustituir cada uno de los átomos de hidrógeno del H2S por radicales orgánicos (R-S-R'). Como muchos otros compuestos que contienen azufre, los tioéteres volátiles tienen olores característicos desagradables.Dada la similitud estructural con los éteres y debido a que el oxígeno y el azufre pertenecen al grupo de los anfígenos en la tabla periódica, las propiedades químicas y reactividad de los éteres y tioéteres tienen algunos puntos en común.
Algunos compuestos biológicos con grupos tioéter son la cistationina , la metionina o la biotina.

## Nomenclatura
La nomenclatura de los sulfuros orgánicos o tioéteres es análoga a la que se sigue para los éteres, pero indicando con el prefijo tio- que se trata de un compuesto organosulfurado. También es frecuente nombrarlos como sulfuros. Así, por ejemplo el CH3CH2SCH2CH3, sería dietiltioéter o también sulfuro de dietilo; CH3SCH2CH3 puede denominarse metil-etiltioéter o metiltioetano, por similitud a su equivalente oxigenado (etil-metileter o metiloxietano, CH3OCH2CH3 ).  Algunos tioéteres se nombran modificando el nombre común del éter correspondiente. Por ejemplo, C6H5SCH3 es sulfuro de metilfenilo, pero usualmente se le llama tioanisol, ya que su estructura está relacionada con la del anisol, C6H5OCH3. En algunas ocasiones se emplea el prefijo tia- para indicar que el azufre a sustituido a un átomo de carbono en un compuesto orgánico.

## Obtención
Los sulfuros orgánicos se pueden preparar mediante la alquilación de tioles. Los agentes alquilantes pueden ser los habituales haluros de alquilo o también epóxidos, aziridinas y aceptores de Michael.
{\displaystyle {\ce {R-Br + R'-SH -> R-S-R' + HBr}}}
Estas reacciones suelen llevarse a cabo en presencia de una base, que convierte el tiol en el tiolato, que es más nucleofílico. También es posible obtenerlos a partir de disulfuros orgánicos, mediante reacción con un compuesto de organolitio:
{\displaystyle {\ce {R'''-CLi + R'-S-S-R'' -> R'''-C-S-R' + R''-SLi}}}
Un método alternativo de síntesis incluye la adición de tiol a un alqueno, típicamente catalizada por radicales libres:
{\displaystyle {\ce {R-CH=CH2 + R'-SH -> R-CH2-CH2-S-R'}}}
Los tioéteres también se pueden preparar mediante muchos otros métodos, como el reordenamiento de Pummerer.  Las sales de trialquilsulfonio reaccionan con nucleófilos con un grupo de sulfuro de dialquilo:
{\displaystyle {\ce {Nu- + R3S+ -> Nu-R + R2S}}}
Esta reacción se aprovecha en sistemas biológicos como medio de transferencia de un grupo alquilo. Por ejemplo, la S-adenosil metionina actúa como agente metilante en reacciones biológicas SN2.
Un método poco común  para la síntesis de tioéteres implica la adición de alquenos, especialmente etileno, a través del enlace S-Cl del dicloruro de azufre. Este método se ha utilizado en la producción de bis(2-cloroetil)sulfuro, un gas mostaza:
{\displaystyle {\ce {SCl2 + 2C2H4 -> (ClS2H4)2S}}}

## Reactividad
La reactividad de los tioéteres esta relacionada con la mayor o menor accesibilidad de los dos pares de electrones sin compartir del azufre. Estos pares de electrones no compartidos los convierten en bases de Lewis altamente nucleófilas y fácilmente oxidable a sulfóxidos y sulfonas.Una reacción que es muy característica de los tioéteres en la formación de complejos cristalinos poco solubles que se producen al reaccionar con cloruro de mercurio(II).
{\displaystyle {\ce {R2S + HgCl2 -> [R2C]+[HgCl2]-}}}
La reacción de alquilación de los sulfuros orgánicos es relativamente simple y fácil llevándose a cabo, por lo general de forma rápida en condiciones suaves. Constituye una típica reacción SN2 de sustitución nucleófila, dando como resultado sales de sulfonio estables. 
{\displaystyle {\ce {R2S + RX ->R3S+X-}}}
Mientras que los éteres son generalmente estables, los tioéteres (R-S-R) se oxidan fácilmente a sulfóxidos (R-S(=O)-R), los que pueden ser oxidados más aún a sulfonas (R-S(=O)2-R). Por ejemplo, el dimetilsulfuro puede ser oxidado mediante peróxido de hidrógeno para formar dimetilsulfóxido (DMSO) primero y después, continuar la oxidación hasta producir dimetilsulfona.
{\displaystyle {\ce {(CH3)2S + H2O2 -> (CH3)2OS + H2O}}}
{\displaystyle {\ce {(CH3)2S + H2O2 -> (CH3)2O2S + H2O}}}

## Presencia natural y usos
Algunos tioéteres se encuentran presentes en la naturaleza y algunos de ellos juegan un importante papel biológico. Tal vez uno de los más importantes sea la metionina un aminoácido esencial que actúa como intermediario en la biosíntesis de la cisteína, la carnitina, la taurina, la lecitina, la fosfatidilcolina y otros fosfolípidos. También son tioéteres el cofactor biotina,  esencial para la síntesis y degradación de grasas y la degradación de ciertos aminoácidos y la o en la cistationina, que interviene en el metabolismo de la cisteína. El petróleo contiene muchos compuestos organosulfurados, incluidos los tioéteres. 
Desde el punto de vista técnico, también se utilizan tioéteres con diferentes fines. Algunos ejemplos son el sulfuro de polifenileno es un plástico que resiste altas temperaturas y el demetón, un acaricida. 

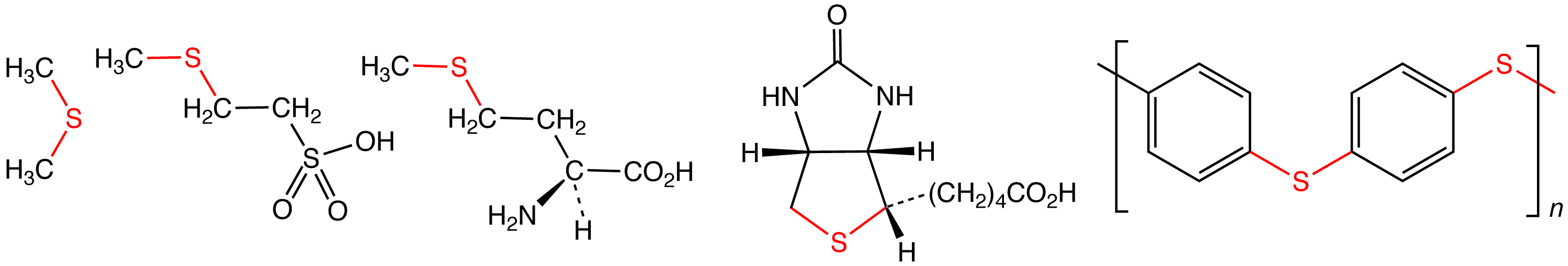
Algunos tioéteres, de izquierda a derecha, dimetilsulfuro, coenzima M, metionina, biotina y el plástico sulfuro de polifenileno.